# Nevada County, Kalifornien
Nevada County är ett county i delstaten Kalifornien, USA. År 2010 hade countyt 98 764 invånare. Administrativ huvudort (county seat) är Nevada City.

## Geografi
Enligt United States Census Bureau har countyt en total area på 2 523 km². 2 481 km² av den arean är land och 44 km² är vatten.

### Angränsande countyn
- Placer County, Kalifornien - syd
- Yuba County, Kalifornien - väst
- Sierra County, Kalifornien - nord
- Washoe County, Nevada - öst